# Christophe Collignon
Christophe Collignon (Waremme, 21 luglio 1969) è un avvocato e politico belga vallone, membro del Partito Socialista. È stato presidente del Parlamento vallone per tre mesi dal giugno al settembre 2019 e deputato vallone, nel 2007 è stato eletto senatore incarico che ha ricoperto fino al 2011.

## Biografia
Figlio del politico Robert Collignon, Christophe Collignon iniziò il suo impegno politico all'Università di Liegi come presidente degli Studenti socialisti dell'ULg ma anche ad Amay, come presidente della sezione dei Giovani socialisti.
Ha una laurea in giurisprudenza (Università di Liegi). Per molti anni ha diretto uno studio legale.
A livello privato, Christophe Collignon ha una figlia di nome Salomé ed è un sostenitore di Standard de Liège.

### Mandati a livello locale, nazionale e regionale
Sindaco di Huy dal 19 gennaio 2016, Christophe Collignon è deputato vallone e membro della Federazione Vallonia-Bruxelles per il collegio elettorale di Huy-Waremme dal 29 giugno 2004. Da novembre 2014 a settembre 2017, ha presieduto il gruppo PS ne Parlamento vallone.
A Huy, è stato presidente del CPAS, ed è stato anche assessore per lo sport, l'istruzione, la prima infanzia, gli eventi, l'alloggio, il patrimonio, il personale comunale, l'occupazione, l'economia sociale e la coesione sociale. Attualmente è sindaco.
Christophe Collignon era vicepresidente del Tour de Wallonie. È tuttora presidente della Meuse-Condroz-Hesbaye (organizzazione per lo sviluppo economico) e della Conférence des Élus de Huy-Waremme.
In precedenza, è stato consigliere provinciale di Liegi dal 2000 al 2004, senatore della comunità dal 5 luglio 2007 al 7 maggio 2010 e consigliere comunale ad Amay nel 2006.
Dal 2007 al 2008 è stato membro della Commissione Vallonia-Bruxelles. Il 29 febbraio 2008, ha partecipato attivamente a Namur alla Dichiarazione per un progetto politico di mobilitazione della società vallona.
Nel 2019, è stato rieletto deputato vallone. Il suo numero di voti di preferenza 11.579 (il miglior punteggio nella sua circoscrizione elettorale di Huy-Waremme) lo colloca al 25% nei membri del suo gruppo politico con il più alto tasso di penetrazione. Il decreto combinato gli consente di combinare il suo mandato di deputato vallone e la funzione di dirigente locale, come nel suo caso, di sindaco della città di Huy.
Ha presieduto il Parlamento vallone dall'11 giugno al 13 settembre 2019.